# 狄德安
狄德安 MLA（1964年4月20日—），加拿大政治人物，現任卑詩省能源及氣候應對方案廳長和專責法語事務廳長，2005年至今出任卑詩省議會議員，代表溫哥華聯福選區（2024年前為溫哥華京士威選區），2011年至2014年間則任卑詩新民主黨黨魁。

## 背景
狄德安的父親來自愛爾蘭都柏林，母親則來自英國，兩人於1969年遷至溫哥華，並於溫市西41街經營一間保險公司。狄德安在家裏排行第二，有姊弟各一名。他從溫哥華灰角中学畢業後到卑詩大學修讀歷史和政治學。

## 從政
他曾擔任聯邦新民主黨國會下議院議員堅偉度的助理，之後轉職時任卑詩省財政廳長簡嘉年的助理。隨著簡嘉年於1996年接替離任的米高·哈葛出任卑詩省省長，狄德安亦改任簡嘉年的幕僚長。簡嘉年於1999年陷入利益衝突醜聞，而狄德安則修改了一份備忘錄的日期來為簡嘉年護航。事件暴光後，狄德安離任幕僚長一職，其後轉任加拿大法語家長會卑詩—育空分區的執行董事，並曾於2001年至2005年間為加拿大廣播公司和數份報章擔任政治評論員。
狄德安在2005年省選中代表卑詩新民主黨角逐溫哥華京士威選區省議員席位，擊敗尋求連任的自由黨候選人黎家樂贏取該議席，首度成為省議員，再於2009年省選中在該選區連任。隨著卑詩新民主黨黨魁詹嘉路於2010年12月宣佈離任，狄德安亦參與競逐該職。黨魁選舉於2011年4月舉行，狄德安在第三輪投票中以51.8%得票擊敗范和富，成為新民主黨黨魁。
2013年省選，狄德安在溫哥華京士威選區順利連任省議員，但新民主黨卻失掉選前優勢，無緣上台執政。他遂於同年9月18日宣佈辭去黨魁職位，但待賀謹於翌年5月自動當選新任黨魁後才正式離任；狄德安並留任省議員職務。
狄德安於2017年省選連任省議員，而新民主黨則在卑詩綠黨支持下籌組少數政府。狄德安獲新任省長賀謹委任入閣為省衞生廳長，同年7月18日宣誓就任，再從同年9月起兼任專責法語事務廳長。2020年省選新民主黨贏取多數政府，連任議員的狄德安亦留任上述廳長職務。尹大衛於2022年接替賀謹出任省長後，狄德安在其內閣中保留原職。
京士威選區在2024年省選改組並更名為溫哥華聯福選區，狄德安在該區連任省議員，後於尹大衛內閣中改任能源及氣候應對方案廳長，並留任專責法語事務廳長。

## 外部連結
- （英文）Adrian Dix, MLA － Vancouver-Kingsway （页面存档备份，存于）－狄德安省議員網站
- （英文）Adrian Dix: Members of the Legislative Assembly of British Columbia （页面存档备份，存于）－第39屆卑詩省議會 狄德安議員簡介